# Чемпіонат Закарпатської області з футболу 2019
Чемпіонат Закарпатської області з футболу 2019 року — футбольні змагання серед аматорських команд Закарпаття, які проводилися обласною федерацією футболу у Вищій та Першій лігах з 13 квітня по 27 жовтня.

## Вища ліга
Змагання у рамках Вищої ліги стартували за традиційним двоколовим форматом, однак після зняття з розіграшу команди «Карпати» (Дубове), результати за участі якої було анульовано, з метою збільшення кількості матчів, було вирішено зіграти ще одне коло. Однак після завершення змагань виникла проблема в трактуванні положення Регламенту щодо визначення бронзового призера чемпіонату. Окремим рішенням Ради при Голові Федерації футболу Закарпаття бронзовими медалями було нагороджено одразу дві команди: «Витязь» (Концово) й СК «Вільхівці».

Підсумкова турнірна таблиця
| М | Команда             | І  | В  | Н | П  | РМ    | О  |
| - | ------------------- | -- | -- | - | -- | ----- | -- |
| 1 | «Севлюш» Виноградів | 21 | 15 | 5 | 1  | 65−22 | 50 |
| 2 | ФК «Поляна»         | 21 | 12 | 5 | 4  | 52−25 | 41 |
| 3 | «Витязь» Концово    | 21 | 10 | 3 | 8  | 39−37 | 33 |
| 4 | СК «Вільхівці»      | 21 | 11 | 0 | 10 | 37−39 | 33 |
| 5 | «Мункач» Мукачево   | 21 | 9  | 5 | 7  | 34−24 | 32 |
| 6 | «Карпати» Рахів     | 21 | 7  | 6 | 8  | 29−33 | 27 |
| 7 | ФК «Середнє»        | 21 | 4  | 2 | 15 | 22−47 | 14 |
| 8 | «Бужора» Іршава     | 21 | 1  | 4 | 16 | 13−64 | 7  |
| 9 | «Карпати» Дубове    | 6  | 0  | 2 | 4  | 4−14  | 2  |

## Перша ліга
Підсумкова турнірна таблиця Західної зони
| М  | Команда                     | І  | В  | Н | П  | РМ    | О  |
| -- | --------------------------- | -- | -- | - | -- | ----- | -- |
| 1  | «Колос» Іванівці            | 20 | 16 | 4 | 0  | 65−22 | 52 |
| 2  | «Колос» Ракошино            | 20 | 14 | 2 | 4  | 56−24 | 44 |
| 3  | ФК «Бобовище»               | 20 | 12 | 4 | 4  | 80−40 | 40 |
| 4  | ФК «Нижній Коропець»        | 20 | 11 | 2 | 7  | 46−35 | 35 |
| 5  | «Боржава» Довге             | 20 | 7  | 6 | 7  | 37−37 | 27 |
| 6  | «Сокіл» Кінчеш              | 20 | 7  | 4 | 9  | 40−41 | 25 |
| 7  | «Невицький замок» Невицьке  | 20 | 6  | 5 | 9  | 39−55 | 23 |
| 8  | СК «Сільце»                 | 20 | 5  | 5 | 10 | 31−46 | 20 |
| 9  | ФК «Заріччя»                | 20 | 5  | 5 | 10 | 40−55 | 20 |
| 10 | «Ф. Медвідя» Нове Давидково | 20 | 5  | 4 | 11 | 29−46 | 19 |
| 11 | ФК «Боржавське»             | 20 | 1  | 1 | 18 | 28−97 | 4  |
| 12 | «Фаворит» Шишлівці          | 6  | 0  | 0 | 6  | 2−37  | 0  |

Підсумкова турнірна таблиця Східної зони
| М  | Команда                 | І  | В  | Н | П  | РМ    | О  |
| -- | ----------------------- | -- | -- | - | -- | ----- | -- |
| 1  | СК «Тячів»              | 20 | 15 | 2 | 3  | 58−19 | 47 |
| 2  | ФК «Хуст»               | 20 | 12 | 5 | 3  | 56−18 | 41 |
| 3  | «Говерла» Ясіня         | 20 | 12 | 2 | 6  | 58−33 | 38 |
| 4  | ФК «Іза»                | 20 | 10 | 1 | 9  | 30−32 | 31 |
| 5  | ФК «Вишково»            | 20 | 9  | 3 | 8  | 42−30 | 30 |
| 6  | «Ялинка» Великий Бичків | 20 | 9  | 3 | 8  | 41−34 | 30 |
| 7  | ФК «Велика Копаня»      | 20 | 9  | 1 | 10 | 42−42 | 28 |
| 8  | ФК «Вонігово»           | 20 | 8  | 3 | 9  | 33−42 | 27 |
| 9  | «Діброва» Нижня Апша    | 20 | 7  | 4 | 9  | 43−53 | 25 |
| 10 | ФК «Терново»            | 20 | 3  | 3 | 14 | 29−70 | 12 |
| 11 | «Гірник» Рокосово       | 20 | 2  | 1 | 17 | 19−78 | 7  |

### Матч за звання абсолютного чемпіона Першої ліги:
«Колос» Іванівці − СК «Тячів»  — 1:1 (пен. 5:4)